# Route départementale 1 (Finistère)
Pour les articles homonymes, voir Route départementale 1.
La route de Trévignon, abrégée en D 1, est une des routes du Finistère, qui relie Trégunc à Raguénez en passant par la pointe de Trévignon.

## Tracé de la D 1
- Trégunc
- Saint-Philibert
- Pointe de Trévignon : panorama sur le golfe de l'Odet (de Loctudy à Concarneau)
- Corniche sur 3 km (classé)
- Raguénez (Névez)